# Route départementale 130 (Puy-de-Dôme)
Pour les articles homonymes, voir Route départementale 130.
La route départementale 130, ou RD 130, est une route départementale du Puy-de-Dôme reliant La Bourboule au Mont-Dore.
Elle est parallèle à la route départementale 996.

## Tracé de la route
La route départementale 130 commence à La Bourboule et termine au Mont-Dore, deux villes thermales du département du Puy-de-Dôme. Elle suit la ligne Laqueuille – La Bourboule – Le Mont-Dore et la Dordogne, proche de sa source.
L’altitude est comprise entre 800 et 1 100 mètres.

## Communes desservies
- La Bourboule (km 0)
- Mont-Dore (km 6)
- … et sans traverser d’autres lieux-dits.

## À voir
- Site de La Bourboule
- Monts Dore : puy de Sancy (altitude 1 886 m, c’est le point culminant du Massif central).

## Dans l’actualité

### 2007: Collision
Le jeudi 27 décembre 2007, deux véhicules, une Peugeot 106 et une Renault Clio, se sont percutés. Deux personnes ont trouvé la mort.
Les faits : A. C., au volant de sa 106, aurait effectué un dépassement. En se rabattant, il aurait perdu le contrôle de son véhicule dérapant ensuite sur la voie de gauche. Arrivant en face, la Clio de S. G. est venue percuter le flanc droit de la 106.
À noter que dix personnes ont trouvé la mort depuis le début de l’année 2007 dans des accidents de la circulation sur le secteur de La Bourboule.